# Сельское поселение Новотулка
Сельское поселение Новотулка — муниципальное образование в Хворостянском районе Самарской области.
Административный центр — село Новотулка.

## Административное устройство
В состав сельского поселения Новотулка входят:
- деревня Михайловка,
- село Новотулка.